# محمد علاوة
محمد علاوة هو مغني جزائري من مواليد 25 أغسطس 1980 بالعاصمة الجزائرية.[بحاجة لمصدر] منذصغره أخذ دروساً لتعلم الغناء باحدى المدارس التي تعلم الموسيقى الأندلسية، وكذلك التحق بجمعية الموصلية في العاصمة لتعلم الموسيقى العالمية.

## اغاني
أغنية (أيا بابا الشيخ، ألو تريستي، انندلا لالا).
و يغني محمد علاوة عن الشباب، عن الحب والمرأة، والأم، وبعض الحالات الاجتماعية.